# Fawcett River (Driftwood River)
Der Fawcett River ist ein etwa 127 km langer linker Nebenfluss des Driftwood River in der kanadischen Provinz Alberta. Der Fluss und der See am Flusslauf wurden nach S. D. Fawcett benannt, einem Landvermesser.

## Flusslauf
Der Fawcett River verläuft in Zentral-Alberta. Er hat seinen Ursprung in einem 43 ha großen namenlosen See 75 km ostnordöstlich von Slave Lake. Der Fluss fließt in überwiegend südwestlicher Richtung. Bei Flusskilometer 40 erreicht der Fluss den Fawcett Lake. Der Fawcett River verlässt den See an dessen westlichem Ende. Er fließt noch 27 km nach Südwesten, bevor er auf den Driftwood River trifft, 2,2 km oberhalb dessen Mündung in den Lesser Slave River.